# Villa Romana del Casale
De Villa Romana del Casale  is een Romeinse villa uit circa 300 na Chr. De villa bevindt zich op het eiland Sicilië, dicht bij de plaats Piazza Armerina (Centraal-Sicilië). Ze is vooral bekend vanwege de vele, zeer goed bewaard gebleven vloermozaïeken met onder andere jachttaferelen, goden- en heldensagen en de zogenaamde bikinimeisjes.

## Diverse opgravingen
De eerste opgravingen van de Villa Romana del Casale vonden plaats in 1881, in opdracht van het gemeentebestuur van Piazza Armerina. In de periode 1935-1939 vonden er opnieuw opgravingen plaats, maar pas in de jaren 50 van de twintigste eeuw werd de hele villa aan het licht gebracht.
De opgegraven villa werd aanvankelijk blootgesteld aan de open lucht, maar sinds enkele jaren is ze geheel bedekt met een frame van staal en doorzichtige plastic platen. Dat laatste levert in de zomermaanden helaas een hoge temperatuur op, zodat een bezoek eerder aan te raden valt in voor- en najaar.

## Geschiedenis van de villa
Onduidelijk is nog steeds wie de oorspronkelijke bouwheer was: het zou kunnen gaan om een lid van een rijke consulaire familie, maar ook generaal Marcus Valerius Maximianus wordt wel genoemd. Gedurende de Arabische overheersing van Sicilië (9e tot 11e eeuw na Chr.) werd de villa nog bewoond, maar daarna werd ze tijdens de verovering van Zuid-Italië door de Normandiërs verwoest, en raakte ze vergeten. Een aardverschuiving bedolf de Villa Casale onder een dikke laag zand, totdat de opgravingen in de 19e eeuw begonnen.

## Structuur van de villa

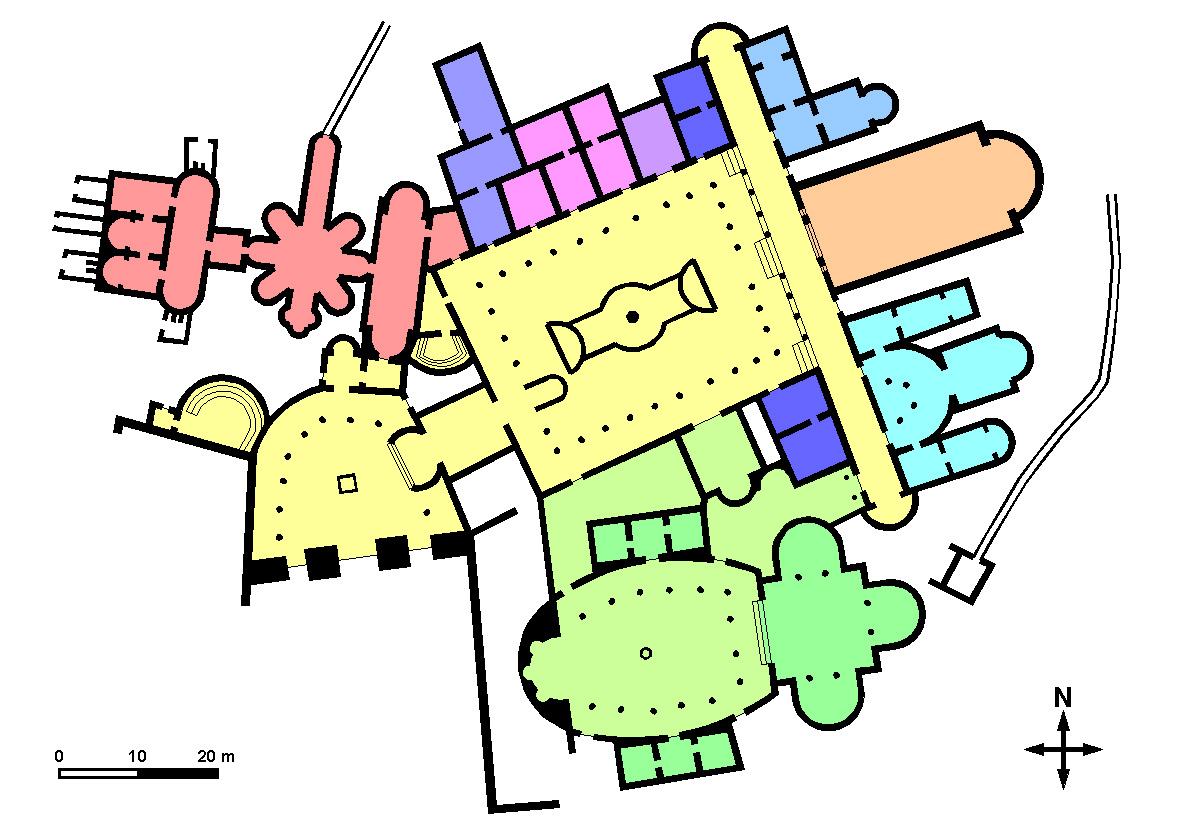
Plattegrond van de Villa Romana del casale

De villa kent openbare en privé-ruimtes. De architectuur is mede bepaald door het landschap waarin ze zich bevindt: de ruimtes liggen soms onder schuine hoeken ten opzichte van elkaar.
Centraal ligt het peristylium, een bijna rechthoekige en door zuilengalerijen omgeven niet-overdekte ruimte met daaraan vast enkele andere ontvangstruimtes, waaronder een door zuilen omgeven helft van een ellips (op de plattegrond: geel).
Ten zuiden van het peristylium bevindt zich het triclinium, ofwel: de officiële eetzaal, met daaraan vast ook enkele salons (triclinium donkergroen, de salons lichtgroen op de plattegrond).
De kleinere ruimtes ten noorden van het peristylium zijn keuken- en dienstruimtes (licht- en donkerblauw op de plattegrond), en gastenkamers (lichtpaars)
Ten oosten van het peristylium bevindt zich het privé-gedeelte van de villabewoners: (zeer lichtblauw) en –aan de andere kant van de basilica of audiëntiekamer, te herkennen aan de halfronde uitbouw aan de oostzijde– de privé-ruimtes van de heer des huizes (middelblauw).
Ten slotte is nog het badhuis (de thermen) te herkennen: die zijn gelegen aan de westzijde van de villa (leverkleurig op de plattegrond).

## Mozaïeken
Vrijwel alle ruimtes van de Villa Romana del Casale hebben mozaïeken op de vloer. In totaal gaat het om circa 3.500 vierkante meter vloeroppervlak. De meeste mozaïeken zijn goed bewaard gebleven. Ieder mozaïeksteentje of glasdeeltje is ongeveer 1x1 cm groot.
De jachtscènes zijn het bekendst, net als de zogenaamde bikinimeisjes: de oudste afbeelding ter wereld van vrouwen in een soort bikini. Ze lijken allerlei krachtsporten of gymnastiekoefeningen uit te voeren. Mede vanwege deze mozaïeken is de Villa Romana del Casale in 1997 op de UNESCO Werelderfgoedlijst geplaatst.

## Afbeeldingen

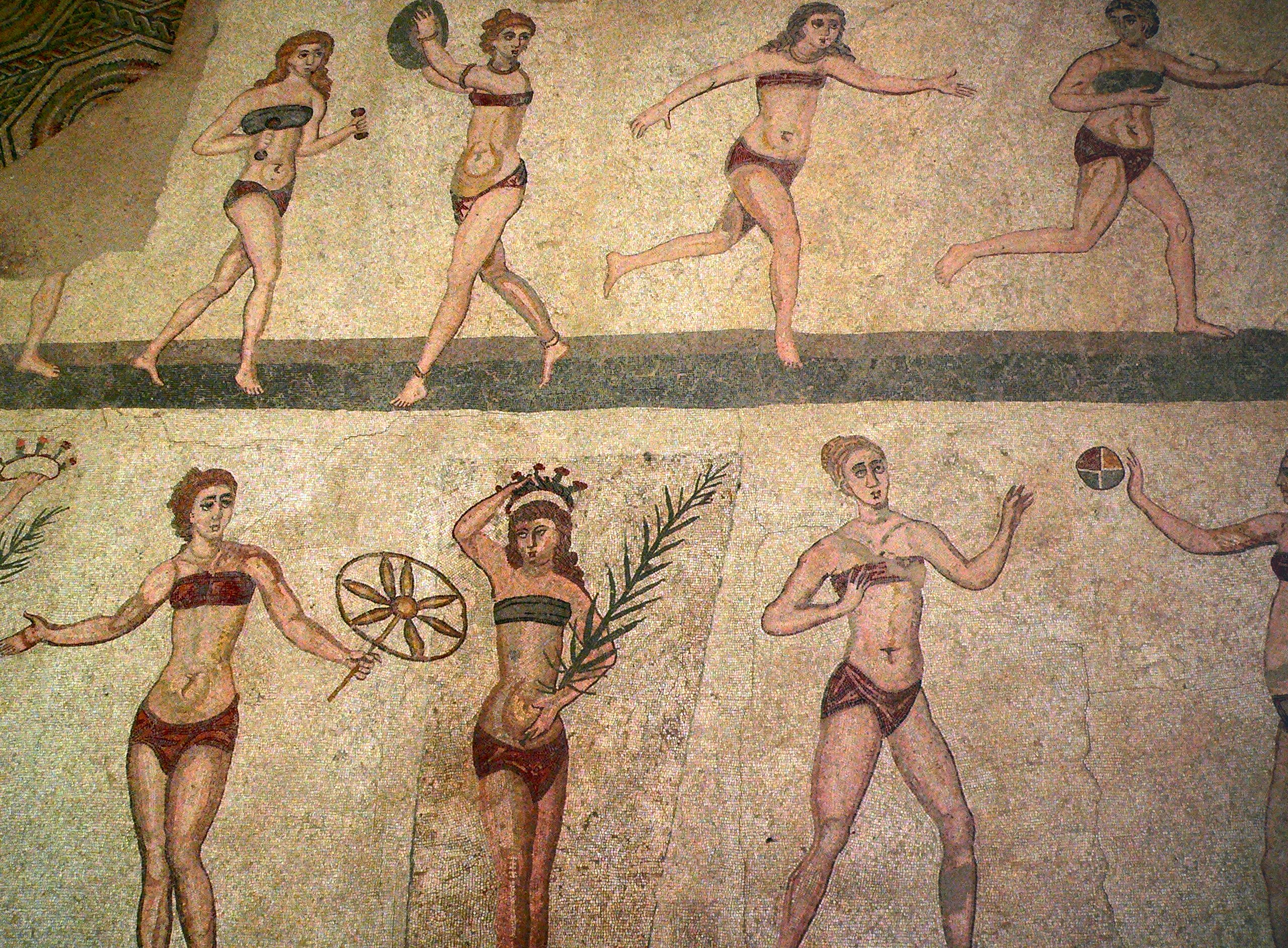
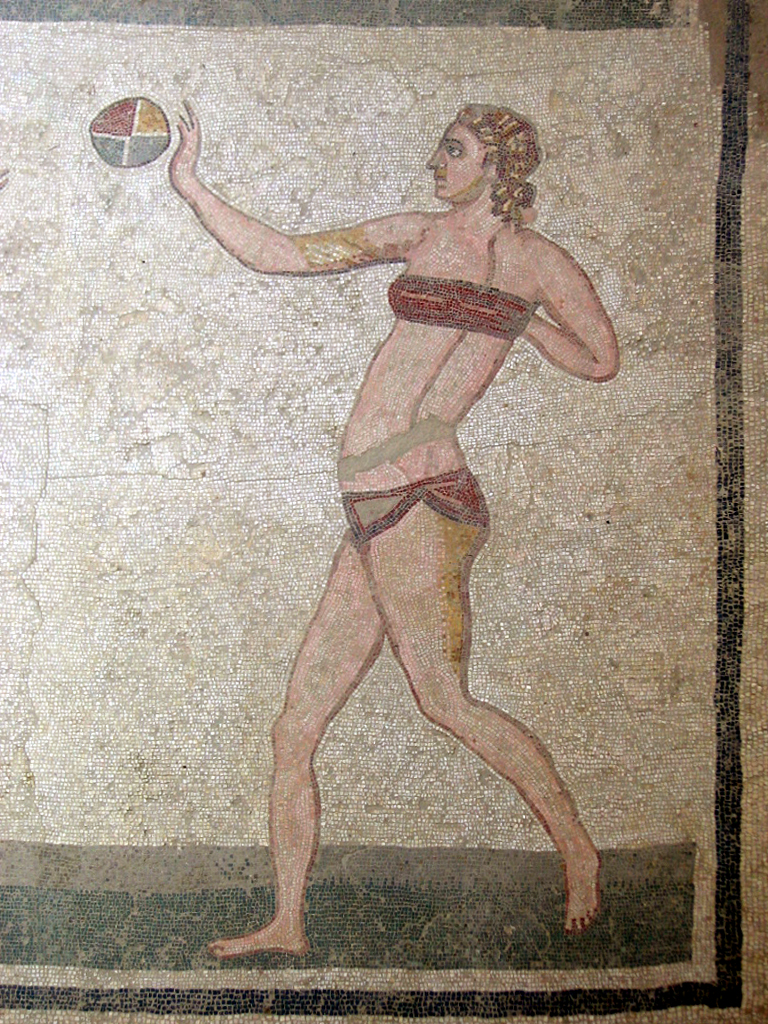
Meisje met bal
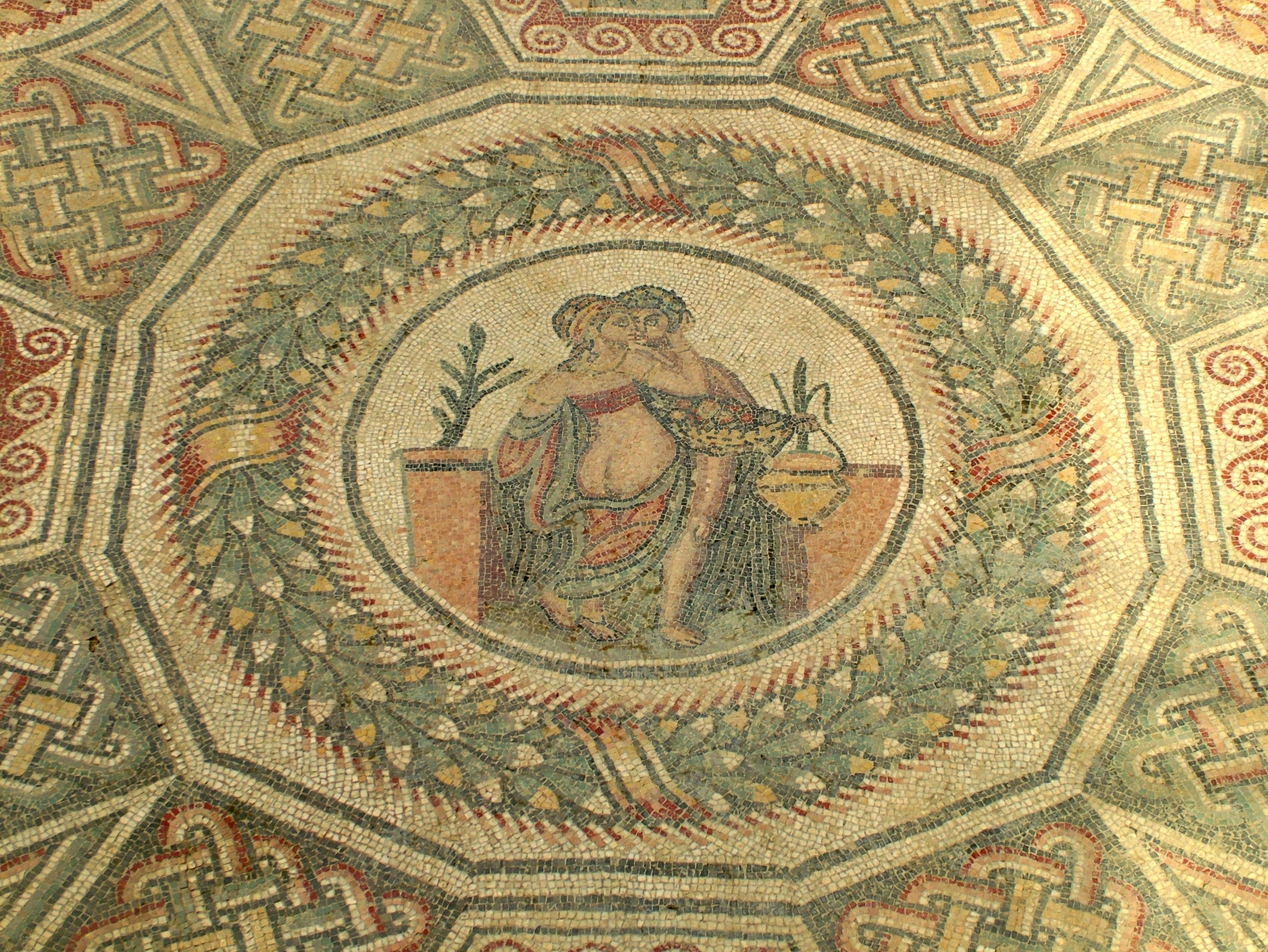
Erotische scène in de slaapkamer
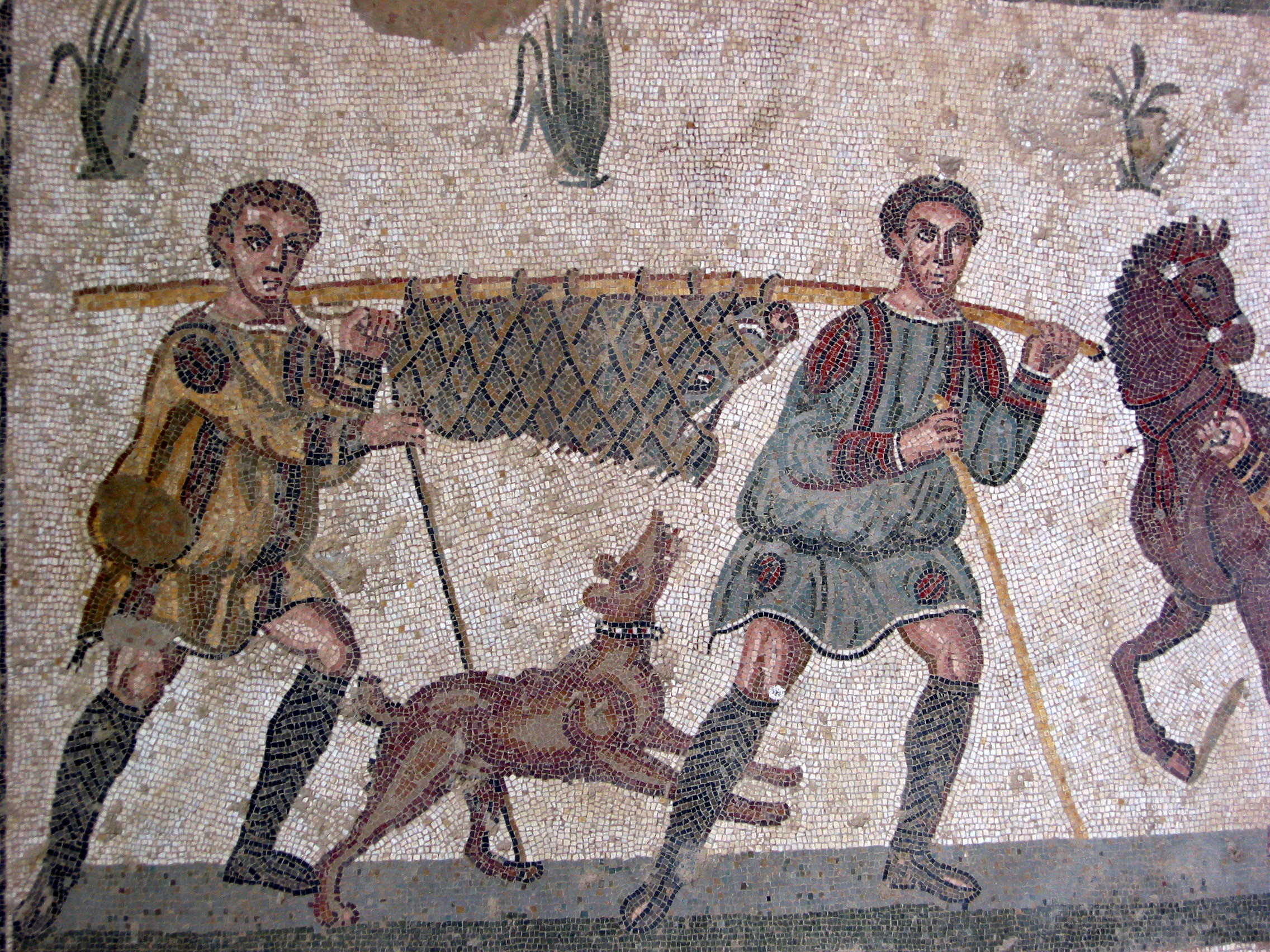
Een gevangen everzwijn
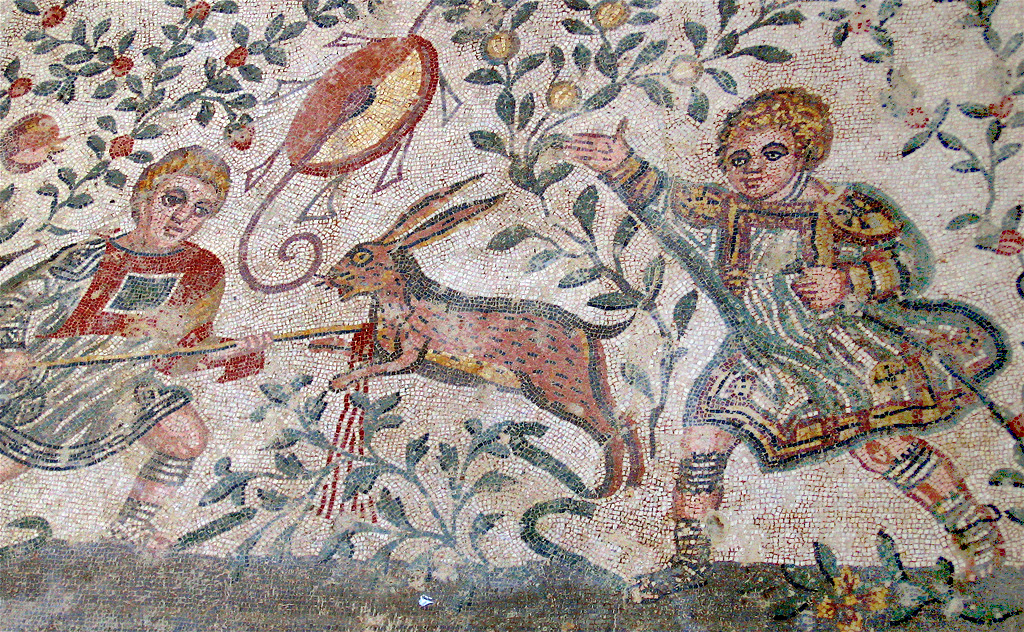
Hazenjacht
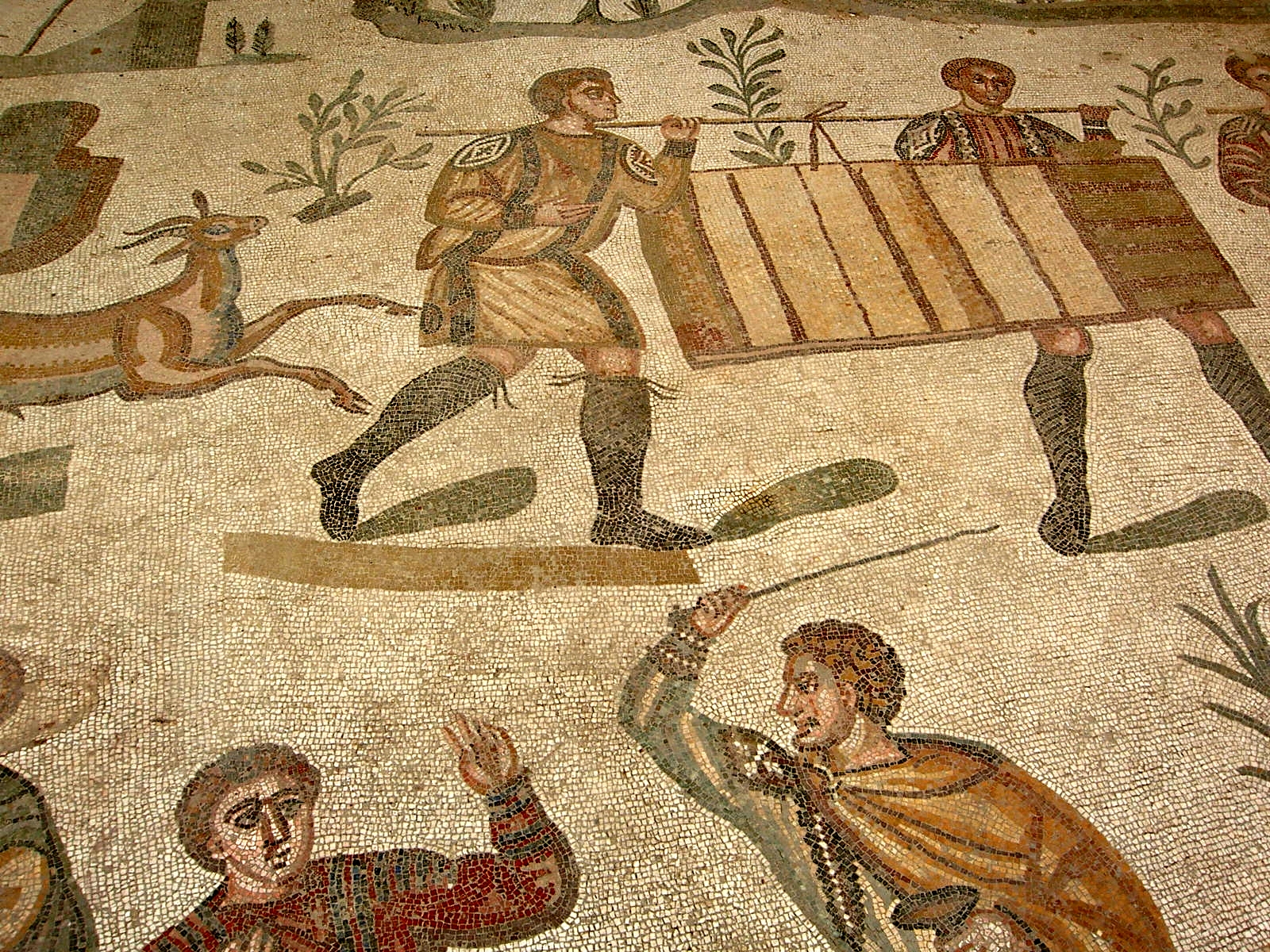
Jachtscène met bestraffing van een slaaf

Rotstekeningen van Valcamonica · Kerk en dominicanenklooster van Santa Maria delle Grazie met "Het Laatste Avondmaal" van Leonardo da Vinci · Historisch centrum van Rome, de bezittingen van de Heilige Stoel in die stad met speciale territoriale rechten en Sint-Paulus buiten de Muren · Historisch centrum van Florence · Venetië met zijn lagune · Domplein van Pisa · Historisch centrum van San Gimignano · Sassi en het park met de rotskerken van Matera · Vicenza en de Palladiaanse villa's in Veneto · Historisch centrum van Siena · Historisch centrum van Napels · Crespi d'Adda · Ferrara, stad van de renaissance in de Po-delta · Castel del Monte · Trulli van Alberobello · Vroeg-christelijke monumenten van Ravenna · Historisch centrum van Pienza · 18e-eeuws Koninklijk Paleis van Caserta met park, aquaduct van Vanvitelli en San Leuciocomplex · Residenties van het Koninklijk Huis van Savoye · Botanische tuin in Padua · Porto Venere, Cinque Terre en de eilanden Palmaria, Tino en Tinetto ·  Kathedraal, Torre Civica en Piazza Grande, Modena · Archeologisch Pompeï, Herculaneum en Torre Annunziata · Amalfitaanse kust · Archeologisch Agrigento · Villa Romana del Casale · Nuraghe Su Nuraxi bij Barumini · Nationaal park Cilento, Vallo di Diano e Alburni met archeologisch Paestum en Velia en Kartuizerklooster San Lorenzo · Historisch centrum van Urbino · Archeologische opgravingen en Patriarchale Basiliek van Aquileia · Villa Adriana, Tivoli · Eolische Eilanden · Assisi, Sint-Franciscusbasiliek en andere franciscaanse locaties · Verona · Villa d'Este, Tivoli · Laatbarokke steden in het Val di Noto (Zuidoost-Sicilië) · Heilige bergen · Monte San Giorgio · Etruskische begraafplaatsen van Cerveteri en Tarquinia · Val d'Orcia · Syracuse en de rotsnecropolis van Pantalica · Genua: Le Strade Nuove en het systeem van de Palazzi dei Rolli · Oude en voorhistorische beukenbossen van de Karpaten en andere regio's van Europa · Mantua en Sabbioneta · Rhätische Bahn in het Albula/Bernina-landschap · Dolomieten · Longobarden in Italië. Plaatsen van macht (568-774 na Christus) · Prehistorische paalwoningen in de Alpen · Etna · Villa's en tuinen van de Medici in Toscane · Wijngaardlandschap van Piëmont: Langhe-Roero en Monferrato · Arabisch-Normandisch Palermo en de kathedralen van Cefalù en Monreale · Venetiaanse verdedigingswerken van de 15e tot 17e eeuw: Stato da Terra - westelijke Stato da Mar · Ivrea, industriestad van de 20e eeuw · De prosecco-heuvels van Conegliano en Valdobbiadene · Historische kuuroorden van Europa (Montecatini Terme) · Padua's 14e-eeuwse frescocycli · De portieken van Bologna · Via Appia. Regina viarum
- Gemeinsame Normdatei: 4442259-3
- Virtual International Authority File: 243846982
- WorldCat: E39PBJyh93QbpHjBcXqyCjRMyd